# M61 Vulcan

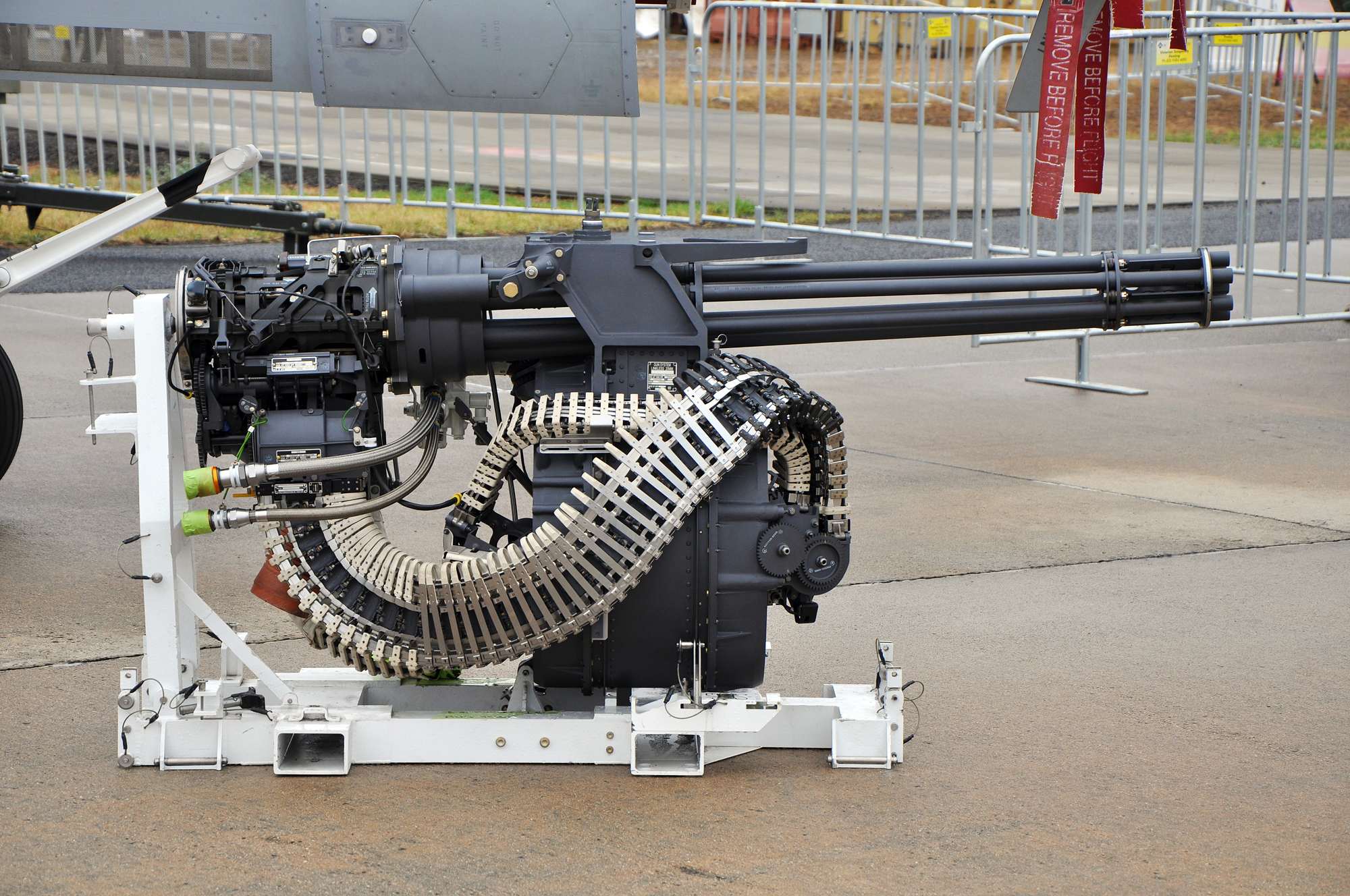
Пушечная установка M61A1, вид сбоку.

M61 Vulcan — 20-мм скорострельная шестиствольная авиационная пушка с вращающимся блоком стволов. Пушка имеет пневматический или гидравлический привод, воздушное охлаждение стволов. В течение многих лет (с 1959 г.) пушка ставится на американские боевые самолёты, а также другую военную технику.

## История
В конце Второй мировой войны США начали исследования в области создания более эффективного пушечного вооружения для реактивных истребителей. Из-за возросших скоростей полёта требовались более скорострельные пушки. В Германии были захвачены образцы револьверных одноствольных пушек (Mauser MG 213) имевшие большую скорострельность, которая тем не менее была ограничена системой подачи патронов, перегревом и износом ствола. ВВС США требовались более эффективные пушки, фирма General Electric Armament Division начала разработку многоствольной пушки по старой схеме  Гатлинга. Оригинальная пушка  Гатлинга не получила распространения из-за большой потребляемой мощности привода вращения блока стволов, однако реактивные истребители конца 1940-х годов располагали мощными электрическими и гидравлическими системами, что позволяло применить на них многоствольные пушки. Многоствольные пушки по сравнению с револьверными имеют меньшую скорострельность в расчёте на один ствол, но большую для всей пушечной установки.
ВВС США заключили контракт с фирмой General Electric в 1946 году для разработки в рамках проекта «Project Vulcan», шестиствольной пушки со скорострельностью 6000 выстрелов в минуту. В Европе после Второй мировой войны получили распространение 30 мм пушки с более мощными снарядами, в США было принято решение применять 20 мм пушки, имевшие меньшую массу, но большие скорострельность и дульную скорость. Первый прототип пушечной установки, T-171, был создан фирмой General Electric в 1949 году.
В 1956-м году на вооружение ВВС США была принята авиационная пушка M61 Vulcan под 20 мм патрон 20 × 102 мм с электрокапсюльным воспламенением. M61 — шестиствольная пушка с гидравлическим приводом, имеющая два режима огня: 4000 и 6000 выстр/мин. При испытаниях сверхзвукового истребителя F-104 Starfighter был выявлен ряд затруднений и отказов, связанных с 20-мм пушечной установкой Т171 «Вулкан». Затруднения были вызваны задержками в системе звеньевой подачи патронов, и опасностью, представляемой отдельными звеньями. Для модернизированного варианта пушки М61А1 была разработана беззвеньевая система подачи патронов. Пушка М61А1 стала позднее стандартным вооружением американских истребителей.
Интересный факт - стоимость одной пушки M61 около 300.000 долларов, а одного снаряда к ней - около 30 долларов. Таким образом, цена стрельбы минуты со скорострельностью 6000 выстрелов в минуту - 180000 долларов.
Боеприпасы для пушки выпускаются на заводе Olin Ordnance в Сент-Питерсберге, Флорида.
Пушка применялась во время Вьетнамской войны. При использовании подвесных пушечных контейнеров SUU-16 в апреле-июле 1967 года американскими «Фантомами» было сбито 60 % всех обстрелянных северовьетнамских МиГов.

## Носители

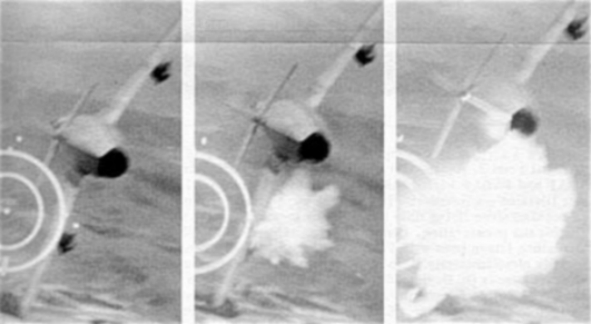
Сбитие северовьетнамского истребителя МиГ-17 огнём пушки M61

Ниже перечисляются летательные аппараты-носители пушки:
- A-7[1]
- AH-1J[1]
- AH-1T[1]
- AC-130[1]
- F-14[1]
- F-15[1]
- F-16[1]
- F-18[1]
- F-22[1]